# Zählstück
Das Zählstück (mittellateinisch frustum) diente in der mittelalterlichen Altmark, gesamten Mark Brandenburg und darüber hinaus als Maßeinheit, Recheneinheit und Rechnungswährung.

## Funktion und Definition
Die Zahlungen der Abgaben erfolgten in zahlreichen, verschiedenen Münzen und Naturalien. Das Zählstück stellte deren Vergleichbarkeit her. Es verkörperte die durchschnittliche Abgabenhöhe einer Hufe. Das Landbuch Kaiser Karls IV. von 1375 hielt im Nebenabschnitt 1.10 Werte des Rechnungswährungen, Gegenwerte der Naturalien die notwendigen Informationen bereit:
| 1 Zählstück | = 1 Wispel Roggen                                  |
| 1 Zählstück | = 1 Wispel Gerste                                  |
| 1 Zählstück | = 2 Wispel Hafer                                   |
| 1 Zählstück | = 16 Scheffel Weizen                               |
| 1 Zählstück | = 12 Scheffel Erbsen                               |
| 1 Zählstück | = 2 Schock Hühner                                  |
| 1 Zählstück | = 1 Pfund (Währung) an Brandenburgischem Silber    |
| 1 Zählstück | = 20 Schilling an Pfennig Brandenburgisches Silber |

Alles ließ sich untereinander austauschen. Bei eindeutigen Formulierungen handelte es sich um Geld- oder Natural-Zählstücke, bei unklaren, verkürzten Angaben um unbestimmte Zählstücke. Unter den Werten waren keine Preisangaben zu verstehen. Die Zählstückbuchhaltung konnte nicht für die Bestimmung von Marktpreisen benutzt werden.
Ausgehend von Eckhard Müller-Mertens nutzten Mediävisten das Zählstück in der Tradition der mittelalterlichen Schreiber – es ermöglichte die Vergleichbarkeit.

## Geschichte
Die Entstehung des Zählstücks gründete im anfänglich unterentwickelten Münzwesen der Mark Brandenburg, der Oberhand der Naturalwirtschaft. Erstmals erschien es in der Märkischen Fürstenchronik von 1260 (CDB, Hauptteil D, Band I, S. 13). Seine erste Bewährungsprobe erlebte die Recheneinheit in den Bedeverträgen der 1280er Jahre. Die Ermittlungsmethodik der Hufenbede begünstigte eine unkomplizierte Ausweisung in Zählstücken.
Das Landbuch Kaiser Karls IV. wies ein knappes Jahrhundert später Abgaben und Hebungen in ihm aus. Es bot zudem eine Aktualisierung an. Spätestens in der Zeit der Luxemburger hatte sich der Böhmische Groschen landesweit verbreitet. Das Urbar etablierte die Silbermünze parallel als Rechnungswährung:
| 21⁄2 Böhmische Groschen | = 1 Pfund (Gewichtsmaß) Wachs   |
| 71⁄2 Böhmische Groschen | = 1 Pfund (Gewichtsmaß) Pfeffer |
| 48 Böhmische Groschen   | = 1 Wispel Getreide             |
| 90 Böhmische Groschen   | = 1 Tonne Honig                 |

Während der Regentschaft von Karl IV. in der Markgrafschaft galt 1 Böhmischer Groschen = 6 Brandenburgische Pfennig, 1 Zählstück entsprach demnach 40 Böhmischen Groschen. Das gleiche Verhältnis gab Arthur Suhle für das Jahr 1426 an. Die Landbede des Jahres 1451 zur Deckung der kurfürstlichen Schulden setzte weiterhin auf die Recheneinheit. In jeder Ortschaft wurden die Abgaben zusammen-, in Zählstücke umgerechnet und jedes davon mit zu zahlenden 40 Böhmischen Groschen angesetzt. Ein späterer Beleg stammte aus dem Bistum Brandenburg. Das sogenannte Rechnungsbuch des Joachim Cassel erfasste zwischen 1526 und 1530 verschiedene kirchliche Ab- und Ausgaben, nutzte dafür u. a. das Zählstück. Wann seine Verwendung außer Gebrauch kam, bedarf noch der Untersuchung (Stand 2019).

### Sekundärliteratur
- Evamaria Engel: Lehnbürger, Bauern und Feudalherren in der Altmark um 1375. In: Feudalstruktur, Lehnbürgertum und Fernhandel im spätmittelalterlichen Brandenburg. Einleitung von Eckhard Müller-Mertens (= Hansischer Geschichtsverein [Hrsg.]: Abhandlungen zur Handels- und Sozialgeschichte. Band VII). Verlag Hermann Böhlaus Nachfolger, Weimar 1967, DNB 456539689, S. 29–220.
- Eckhard Müller-Mertens: Hufenbauern und Herrschaftsverhältnisse in Brandenburgischen Dörfern nach dem Landbuch Karls IV. von 1375. Dissertation Humboldt-Universität Berlin 14. November 1951. In: Walter Friedrich (Hrsg.): Wissenschaftliche Zeitschrift der Humboldt-Universität Berlin. Gesellschafts- und sprachwissenschaftliche Reihe. Jahrgang 1; Heft 1, Berlin 1951/52, S. 35–79.
- Stefan Pätzold: Salzwedel und die Altmark im Landbuch der Mark Brandenburg von 1375/1376. In: Landesheimatbund Sachsen-Anhalt, Cornelia Kessler (Hrsg.): Geschichte und Gegenwart der westlichen Altmark. Protokoll des Wissenschaftlichen Kolloquiums am 23./24. Oktober 1999 in Salzwedel (= Beiträge zur Regional- und Landeskultur Sachsen-Anhalts. Heft 16). Druck-Zuck, Halle an der Saale 2000, ISBN 3-928466-32-1, S. 35–47 (Volltext in Concilium medii aevi [PDF; 47 kB; abgerufen am 6. Juli 2016]).
- Hans Spangenberg: Hof- und Zentralverwaltung der Mark Brandenburg im Mittelalter (= Verein für Geschichte der Mark Brandenburg [Hrsg.]: Veröffentlichungen des Vereins für Geschichte der Mark Brandenburg. Band 7). Duncker & Humblot, Leipzig 1908, DNB 1128416743.